# 2002 na televisão brasileira
A seguir há uma lista de eventos relacionados à televisão brasileira em 2002. Os eventos listados incluem estreias, cancelamentos e finais de programas de televisão; lançamento, encerramento e rebrandings de canais; estações locais mudando de afiliação de rede; e informações sobre controvérsias e disputas de carregamento.

## Eventos

### Janeiro
| Data | Evento                                                                        |
| ---- | ----------------------------------------------------------------------------- |
| 7    | Na Rede Globo, o Jornal Hoje ganha nova vinheta, logotipo e grafismos.        |
| 20   | A Rede Bandeirantes ganha nova identidade visual.                             |
| 21   | Na Rede Bandeirantes, o Band Cidade ganha nova vinheta, logotipo e grafismos. |

### Fevereiro
| Data | Evento |
| ---- | --- |
| 8—16 | As emissoras de TV (exceto a Rede Record) realizam a cobertura do Carnaval de 2002, sendo que: - A Rede Globo exibe o Globeleza, com os desfiles das escolas de samba de São Paulo e Rio de Janeiro; - A Band exibe o Band Folia, mostrando o carnaval de Salvador e o Desfile das Campeãs do Rio de Janeiro; - A RedeTV! exibe o Bastidores do Carnaval, com os flashes ao vivo do carnaval do Rio de Janeiro e São Paulo; - A CNT exibe o Carnaval do Povão, com os desfiles das escolas de samba do Grupo de Acesso A do carnaval do Rio de Janeiro. |
| 17   | Na Rede Globo, o Fantástico ganha nova vinheta, logotipo, cenário e grafismos. |
| 24   | Na Rede Globo, o Fantástico ganha nova vinheta, logotipo, cenário e grafismos. |

### Março
| Data | Evento                                                        |
| ---- | ------------------------------------------------------------- |
| 24   | O SBT e o Telecine Premium transmitem a 74.ª edição do Óscar. |

### Abril
| Data | Evento                                                                                         |
| ---- | ---------------------------------------------------------------------------------------------- |
| 1.º  | Na Rede Globo, o Mais Você muda vinheta de abertura e gráficos.                                |
| 1.º  | Na Rede Globo, o Jornal Nacional muda de cenário.                                              |
| 6    | Na Rede Globo, o Zorra Total ganha nova vinheta, logotipo e grafismos.                         |
| 7    | Na Rede Globo, o Pequenas Empresas, Grandes Negócios ganha nova vinheta, logotipo e grafismos. |
| 7    | O SBT exibe a 42.ª edição do Troféu Imprensa.                                                  |
| 13   | A RedeTV! exibe a 48.ª edição do Miss Brasil.                                                  |

### Maio
| Data    | Evento |
| ------- | --- |
| 3       | Na Rede Record, José Luiz Datena deixa a apresentação do Cidade Alerta.                                   |
| 6       | Na Rede Record, Ney Gonçalves Dias assume a apresentação do Cidade Alerta, substituindo José Luiz Datena. |
| 6       | Na Rede Globo, o Jornal Nacional sofre alterações do cenário.                                             |
| 31—30/6 | A Rede Globo e o SporTV realizam a cobertura da Copa do Mundo FIFA de 2002.                               |

### Junho
| Data   | Evento |
| ------ | --- |
| 3      | Na Rede Globo, Miguel Falabella deixa a apresentação do Vídeo Show. |
| 3      | Na Rede Globo, André Marques assume a apresentação do Vídeo Show, substituindo Miguel Falabella. |
| 21     | Na RedeTV!, José Luiz Datena deixa a apresentação do Repórter Cidadão. |
| 22     | Na Rede Record, Ney Gonçalves Dias deixa a apresentação do Cidade Alerta. |
| 24     | Na Rede Record, José Luiz Datena reassume a apresentação do Cidade Alerta. |
| 24     | Na RedeTV!, Marcelo Rezende assume a apresentação do Repórter Cidadão, substituindo José Luiz Datena. |
| 30—2/7 | A maior parte das redes de televisão cancelam ou alteram parte de suas programações regulares para providenciar cobertura jornalística das comemorações do pentacampeonato da Seleção Brasileira de Futebol na Copa do Mundo FIFA de 2002. |

### Agosto
| Data | Evento |
| ---- | --- |
| 4    | A Rede Bandeirantes promove debate com os candidatos a presidente nas Eleições 2002.                        |
| 11   | Parte das emissoras da Rede Bandeirantes promovem debates com os candidatos a governador nas Eleições 2002. |
| 18   | A Rede Bandeirantes promove debate com os candidatos a vice-presidente nas Eleições 2002.                   |
| 19   | No SBT, o Jornal do SBT muda de cenário, gráficos e vinheta de abertura.                                    |
| 20   | Início do horário eleitoral gratuito do 1.º turno das Eleições 2002.                                        |

### Setembro
| Data | Evento |
| ---- | --- |
| 2    | A Rede Record promove debate com os candidatos a presidente nas Eleições 2002. |
| 18   | O SBT transmite a 3.ª edição do Grammy Latino. |
| 19   | Devido aos problemas financeiros, culminando aos investimentos malsucedidos na Globo Cabo, as Organizações Globo anuncia a venda da TV Vanguarda de São José dos Campos, São Paulo para o ex-diretor geral da Rede Globo José Bonifácio de Oliveira Sobrinho, o "Boni". |
| 23   | Na Rede Record, o Jornal da Record ganha novo cenário, vinheta de abertura e grafismos. |
| 23   | A Rede Record ganha nova identidade visual. |

### Outubro
| Data | Evento |
| ---- | --- |
| 2    | As emissoras da Rede Globo promovem debates com os candidatos a governador nas Eleições 2002. |
| 3    | Término do horário eleitoral gratuito do 1.º turno das Eleições 2002. |
| 3    | A Rede Globo promove debate com os candidatos a presidente nas Eleições 2002. |
| 12   | Em meio as dívidas dos canais Globosat e nas empresas do mercado de televisão por assinatura, as Organizações Globo anuncia a venda de 90% das ações das emissoras paulistas TV Aliança (Sorocaba), TV Modelo (Bauru) e TV Progresso (São José do Rio Preto) para a empresa de marketing Traffic por um valor entre 120 e 180 milhões de reais. |
| 15   | Inicio do horário eleitoral gratuito do 2.º turno das Eleições 2002. |
| 25   | Término do horário eleitoral gratuito do 2.º turno das Eleições 2002. |
| 25   | A Rede Globo promove debate com os candidatos a presidente no 2.º turno das Eleições 2002. |

### Novembro
| Data | Evento                                                  |
| ---- | ------------------------------------------------------- |
| 8—9  | O SBT promove a 5.ª edição do Teleton, em prol da AACD. |

### Dezembro
| Data | Evento                                                                           |
| ---- | -------------------------------------------------------------------------------- |
| 31   | A Rede Globo e a TV Gazeta transmitem a 78.ª edição da Corrida de São Silvestre. |

## Programas

### Janeiro
- 5 de janeiro — Termina Canta e Dança, Minha Gente no SBT.
- 8 de janeiro — Estreia O Quinto dos Infernos na Rede Globo.
- 9 de janeiro — Termina Quarta Total na Rede Record.
- 18 de janeiro — Termina As Filhas da Mãe na Rede Globo.
- 21 de janeiro
  - Estreia Desejos de Mulher na Rede Globo.
  - Estreia RedeTV! Repórter na RedeTV!.
- 23 de janeiro — Termina a 1.ª temporada de A Grande Família na Rede Globo.
- 29 de janeiro — Estreia da 1.ª temporada do Big Brother Brasil na Rede Globo.

### Fevereiro
- 4 de fevereiro
  - Termina Preciosa no SBT.
  - Reestreia O Privilégio de Amar no SBT.
- 15 de fevereiro — Termina Superpositivo na Rede Bandeirantes.
- 17 de fevereiro
  - Estreia da 2.ª temporada da Casa dos Artistas no SBT.
  - Estreia Descontrole na Rede Bandeirantes.
- 18 de fevereiro — Estreia Raul Gil Tamanho Família na Rede Record.
- 22 de fevereiro — Termina A Padroeira na Rede Globo.
- 25 de fevereiro
  - Estreia Coração de Estudante na Rede Globo.
  - Estreia Maria Belém no SBT.
- 26 de fevereiro — Termina Carinha de Anjo no SBT.

### Março
- 4 de março
  - Estreia Clodovil na TV Gazeta.
  - Estreia A Noite É uma Criança na Rede Bandeirantes.
- 8 de março — Estreia Jornal da MTV na MTV Brasil.
- 11 de março
  - Termina A Alma Não Tem Cor no SBT.
  - Estreia Salomé no SBT.
- 29 de março
  - Termina O Quinto dos Infernos na Rede Globo.
  - Termina Cine Total na RedeTV!.
- 31 de março — Termina Sai de Baixo na Rede Globo.

### Abril
- 2 de abril — Termina a 1.ª temporada do Big Brother Brasil na Rede Globo.
- 4 de abril — Estreia da 2.ª temporada de A Grande Família na Rede Globo.
- 5 de abril — Estreia da 2.ª temporada de Os Normais na Rede Globo.
- 6 de abril — Estreia Edição de Sábado na TV Cultura.
- 9 de abril — Estreia Marisol no SBT.
- 14 de abril — Estreia Todos contra Um no SBT.
- 16 de abril — Termina Amor e Ódio no SBT.
- 17 de abril — Estreia Saia Justa no GNT.
- 19 de abril — Termina a 8.ª temporada de Malhação na Rede Globo.[10]
- 22 de abril
  - Estreia da 9.ª temporada de Malhação na Rede Globo.[11]
  - Estreia Amigas e Rivais no SBT.
  - Termina Abraça-me Muito Forte no SBT.
- 27 de abril
  - Estreia da 1.ª temporada de Fama na Rede Globo.
  - Estreia da 1.ª temporada de Popstars no SBT.
- 30 de abril — Termina Gabi na RedeTV!.

### Maio
- 3 de maio — Termina O Privilégio de Amar no SBT.
- 6 de maio
  - Estreia Falando Francamente no SBT.
  - Estreia Datena Repórter Cidadão na RedeTV!.[12]
  - Reestreia De Frente com Gabi no SBT.
- 14 de maio
  - Termina RedeTV! Repórter na RedeTV!.
  - Estreia da 2.ª temporada do Big Brother Brasil na Rede Globo.
- 19 de maio — Termina a 2.ª temporada da Casa dos Artistas no SBT.
- 27 de maio — Estreia Betty, a Feia na RedeTV!.

### Junho
- 2 de junho — Estreia da 3.ª temporada da Casa dos Artistas no SBT.
- 14 de junho — Termina O Clone na Rede Globo.
- 17 de junho
  - Estreia Esperança na Rede Globo.
  - Descontrole passa a se chamar Sobcontrole na Rede Bandeirantes.
- 22 de junho — Estreia Cúmplices de um Resgate no SBT.
- 24 de junho — Datena Repórter Cidadão passa a se chamar Repórter Cidadão na RedeTV!.
- 25 de junho — Termina Maria Belém no SBT.
- 28 de junho — Termina História de Amor no Vale a Pena Ver de Novo na Rede Globo.

### Julho
- 1.º de julho
  - Estreia Ilha Rá-Tim-Bum na TV Cultura.
  - Reestreia Por Amor no Vale a Pena Ver de Novo na Rede Globo.
- 4 de julho — Termina Hora do Kajuru na RedeTV!.
- 6 de julho — Termina a 1.ª temporada de Fama na Rede Globo.
- 13 de julho — Estreia da 2.ª temporada de Fama na Rede Globo.
- 15 de julho — Estreia Joana, a Virgem na Rede Record.
- 23 de julho — Termina a 2.ª temporada do Big Brother Brasil na Rede Globo.
- 28 de julho
  - Termina Gente Inocente na Rede Globo.
  - Termina Planeta Xuxa na Rede Globo.
  - Termina a 3.ª temporada da Casa dos Artistas no SBT.

### Agosto
- 4 de agosto — Estreia Ilha da Sedução no SBT.
- 5 de agosto — Termina Conversa Afiada na TV Cultura.
- 17 de agosto — Termina a 2.ª temporada de Fama na Rede Globo.
- 23 de agosto — Termina Desejos de Mulher na Rede Globo.
- 24 de agosto — Estreia Sabadaço na Rede Bandeirantes.
- 26 de agosto — Estreia O Beijo do Vampiro na Rede Globo.
- 31 de agosto — Termina Festa do Mallandro na TV Gazeta.

### Setembro
- 2 de setembro — Termina Clodovil na TV Gazeta.
- 7 de setembro — Termina a 1.ª temporada de Popstars no SBT.
- 12 de setembro — Termina Ilha Rá-Tim-Bum na TV Cultura.
- 27 de setembro — Termina Coração de Estudante na Rede Globo.
- 29 de setembro — Termina Curtindo uma Viagem no SBT.
- 30 de setembro — Estreia Sabor da Paixão na Rede Globo.

### Outubro
- 7 de outubro
  - Estreia Manancial no SBT.
  - Termina Salomé no SBT.
  - Termina Raul Gil Tamanho Família na Rede Record.
- 12 de outubro — A Rede Globo exibe o show Sandy & Junior — Ao Vivo no Maracanã.
- 15 de outubro — Estreia da 1.ª temporada de Cidade dos Homens na Rede Globo.
- 18 de outubro — Termina a 1.ª temporada de Cidade dos Homens na Rede Globo.
- 20 de outubro — Estreia Auto Esporte na Rede Globo.
- 27 de outubro
  - Estreia Jovens Tardes na Rede Globo.
  - Termina Ilha da Sedução no SBT.
- 28 de outubro — Estreia Xuxa no Mundo da Imaginação na Rede Globo.
- 31 de outubro — Estreia Roleta Russa na Rede Record.

### Novembro
- 3 de novembro — Termina X-Tudo na TV Cultura.
- 4 de novembro
  - Estreia Pequena Travessa no SBT.
  - Estreia Turma do Gueto na Rede Record.
- 5 de novembro — Termina Marisol no SBT.
- 18 de novembro — Estreia Bom Dia Mulher na RedeTV!.
- 19 de novembro — Estreia Programa Amaury Jr. na RedeTV!.
- 23 de novembro — Termina Sabadão no SBT.
- 26 de novembro — Estreia Pastores da Noite na Rede Globo.

### Dezembro
- 1.º de dezembro — Estreia Disco de Ouro no SBT.
- 2 de dezembro — Estreia Rouge: A História no SBT.
- 18 de dezembro — A Rede Globo exibe o Roberto Carlos Especial.
- 19 de dezembro — O SBT exibe o especial SBT Palace Hotel.
- 20 de dezembro
  - Termina a 2.ª temporada de Os Normais na Rede Globo.
  - Termina Pastores da Noite na Rede Globo.
- 26 de dezembro
  - A Rede Record exibe a sua Retrospectiva 2002.
  - Termina Supernova na MTV Brasil.
  - Termina a 2.ª temporada de A Grande Família na Rede Globo.
  - A Rede Bandeirantes exibe o Caetano Veloso Especial.
- 27 de dezembro
  - Termina Uá Uá na MTV Brasil.
  - Termina Rouge: A História no SBT.
  - A Rede Globo exibe a sua Retrospectiva 2002.
- 31 de dezembro
  - Termina Piores Clipes do Mundo na MTV Brasil.
  - A Rede Globo exibe o Show da Virada.

## Emissoras

### Fundações
| Data         | Emissora         | Cidade, UF                 | Notas | Ref.                |
| ------------ | ---------------- | -------------------------- | --- | ------------------- |
| 5 de abril   | VTV              | Santos, São Paulo          | Emissora de televisão pertencente à Empresa de Comunicação PRM, afiliada da RedeTV!                          | [carece de fontes?] |
| 13 de maio   | BandSports       | São Paulo, SP              | Canal de televisão por assinatura voltada para os esportes programado pelo Grupo Bandeirantes de Comunicação | [carece de fontes?] |
| 11 de agosto | TV Justiça       | Brasília, Distrito Federal | Emissora de televisão mantido pelo Supremo Tribunal Federal                                                  | [carece de fontes?] |
| 9 de agosto  | Premiere Combate | Rio de Janeiro, RJ         | Canal de pay-per-view especializado em transmissões de competições de lutas programada pela Globosat         | [carece de fontes?] |

### Extinções
| Data           | Emissora                   | Cidade, UF    | Notas | Ref.   |
| -------------- | -------------------------- | ------------- | --- | ------ |
| 16 de março    | Panamerican Sports Network | —             | O canal levou à falência                                                                                      | [ 13 ] |
| 20 de dezembro | The Weather Channel        | São Paulo, SP | Devido a corte de gastos da matriz americana, a filial foi encerrada tanto no Brasil quanto na América Latina | [ 14 ] |

## Nascimentos
| Data             | Nome                 | Notas | Ref.                |
| ---------------- | -------------------- | --- | ------------------- |
| 4 de janeiro     | Esther Marcos        | Atriz e cantora gospel. Seu principal trabalho na televisão foi na telenovela Carrossel | [ 15 ]              |
| 6 de janeiro     | Ana Júlia Cestaro    | Atriz. Seu principal trabalho na televisão na telenovela Reis | [carece de fontes?] |
| 1.º de fevereiro | João Guilherme Ávila | Ator e cantor. Trabalhos notáveis incluem Cúmplices de um Resgate e Carinha de Anjo | [ 16 ]              |
| 19 de fevereiro  | Cauê Campos          | Ator. Trabalhos notáveis incluem Detetives do Prédio Azul, Lado a Lado e Garota do Momento | [ 17 ]              |
| 10 de março      | Júlia Gomes          | Atriz e cantora. Venceu o reality Qual É o Seu Talento?, dentre seus principais trabalhos, estão Chiquititas e Rensga Hits!                                                                                        | [ 18 ]              |
| 22 de março      | Bernardo Simões      | Ator. Seus principais trabalhos foram nas telenovelas Cordel Encantado e Avenida Brasil | [ 19 ]              |
| 19 de abril      | Mharessa             | Atriz. Foi dublê de Larissa Manoela em Cúmplices de um Resgate , trabalhos notáveis incluem Todas as Garotas em Mim e Reis                                                                                         | [ 20 ]              |
| 20 de abril      | Tomás Sampaio        | Ator. Seu principal trabalho na televisão foi na telenovela Meu Pedacinho de Chão | [ 21 ]              |
| 25 de abril      | Leo Belmonte         | Ator. Trabalhos notáveis incluem Carrossel e Patrulha Salvadora | [ 22 ]              |
| 30 de abril      | Giovanna Rispoli     | Atriz. Trabalhos notáveis incluem Boogie Oogie, Totalmente Demais, Carcereiros, Temporada de Verão, Fim e A Magia de Aruna                                                                                         | [ 23 ]              |
| 11 de maio       | Rayssa Chaddad       | Atriz e influenciadora. Trabalhos notáveis incluem Chiquititas, As Aventuras de Poliana e As Seguidoras | [ 18 ]              |
| 22 de maio       | Maísa Silva          | Atriz, cantora e apresentadora. Comandou o Bom Dia & Cia, o Sábado Animado e o Programa da Maisa, dentre seus trabalhos notáveis na atuação, estão Carrossel, Carinha de Anjo, De Volta aos 15 e Garota do Momento | [ 24 ]              |
| 26 de junho      | Ana Zimerman         | Atriz, cantora e apresentadora. Comandou o Bom Dia & Cia e o Sábado Animado, seu principal trabalho na atuação é em Carrossel                                                                                      | [ 25 ]              |
| 15 de julho      | Fernanda Concon      | Atriz, apresentadora e influenciadora. Trabalhos notáveis incluem Carrossel, Patrulha Salvadora e Dra. Darci | [ 26 ]              |
| 22 de julho      | Bianca Paiva         | Atriz. Trabalhos notáveis incluem Chiquititas, Patrulha Salvadora e Escrava Mãe | [carece de fontes?] |
| 24 de agosto     | Davi Brito           | Ex-motorista de aplicativo e influenciador. Venceu a 24.ª edição do Big Brother Brasil e estrelou o documentário Davi, Um Cara Comum da Bahia                                                                      | [ 27 ]              |
| 19 de setembro   | Luana Marquezine     | Atriz. Seu principal trabalho na televisão foi na telenovela Em Família. Irmã da também atriz Bruna Marquezine | [ 28 ]              |
| 26 de setembro   | JP Rufino            | Ator. Trabalhos notáveis incluem Além do Horizonte, Alto Astral, Êta Mundo Bom! e O Dono do Lar | [ 29 ]              |
| 21 de outubro    | Gui Vieira           | Ator. Seu principal trabalho na televisão foi na telenovela Chiquititas | [ 18 ]              |
| 7 de novembro    | Frederico Volkmann   | Ator. Trabalhos notáveis incluem Cama de Gato e Araguaia. Irmão do também ator Sérgio Malheiros | [ 30 ]              |
| 17 de dezembro   | Guilherme Seta       | Ator. Trabalhos notáveis incluem Carrossel, Patrulha Salvadora, Juacas e Topíssima | [ 31 ]              |

## Mortes
| Data           | Nome                | Idade        | Notas | Ref.   |
| -------------- | ------------------- | ------------ | --- | ------ |
| 30 de janeiro  | Ênio Santos         | 80 (n. 1923) | Ator e dublador. Trabalhos notáveis incluem Véu de Noiva, Irmãos Coragem, Escalada, Olhai os Lírios do Campo, Sétimo Sentido, Tieta e História de Amor                                    | [ 32 ] |
| 13 de abril    | Oswaldo Sargentelli | 78 (n. 1924) | Radialista, apresentador e empresário. Seu trabalho mais notável na televisão foi na telenovela O Clone                                                                                   | [ 33 ] |
| 30 de maio     | Mário Lago          | 90 (n. 1911) | Ator, radialista, escritor, compositor. Trabalhos notáveis incluem O Casarão, Pecado Capital, Dancin' Days, Brilhante, Barriga de Aluguel e O Clone                                       | [ 34 ] |
| 2 de junho     | Tim Lopes           | 51 (n. 1950) | Jornalista. Fez matérias para o Fantástico | [ 35 ] |
| 18 de julho    | Gérson de Abreu     | 37 (n. 1964) | Ator, cantor e compositor. Trabalhos notáveis incluem Bambalalão, X-Tudo, Castelo Rá-Tim-Bum, Agente G, Estrela de Fogo, Vila Esperança e Aquarela do Brasil                              | [ 36 ] |
| 17 de outubro  | Yara Cortes         | 81 (n. 1921) | Atriz. Trabalhos notáveis incluem O Rebu, O Casarão, Dona Xepa, Marron Glacé, A Viagem e História de Amor                                                                                 | [ 37 ] |
| 19 de novembro | Neville George      | 63 (n. 1939) | Ator, dublador e locutor. Foi o locutor oficial da RedeTV! | [ 38 ] |
| 10 de dezembro | Átila Iório         | 81 (n. 1921) | Ator. Trabalhos notáveis incluem Os Fantoches, Os Estranhos, Mulheres de Areia, O Feijão e o Sonho, Escrava Isaura, Os Trapalhões, Os Gigantes, Anjo Mau, O Rei do Gado e Anjo Mau (1997) | [ 39 ] |
| 11 de dezembro | Carlos Zara         | 72 (n. 1930) | Ator. Trabalhos notáveis incluem Pai Herói, Baila Comigo, Elas por Elas, Direito de Amar, Sassaricando, Lua Cheia de Amor, Anos Rebeldes, Mulheres de Areia, Pátria Minha e Cara e Coroa  | [ 40 ] |
| 24 de dezembro | Altair Lima         | 66 (n. 1936) | Ator e diretor. Trabalhos notáveis incluem Gaivotas e Os Imigrantes | [ 41 ] |